# Gabriele Undine Meyer
Gabriele Undine Meyer (* 12. Januar 1955 in Heilbronn) ist eine deutsche Künstlerin.
Ihr Werk liegt in den Kunstgattungen von Installation, Fotografie, Video, Text, Multimedia sowie Performance.

## Leben und Ausbildung
Als Tochter eines Chemikers und einer Sekretärin wuchs Gabriele Undine Meyer in Rheydt auf. Seit 1978 beschäftigte sie sich mit Fotografie, Malerei, Zeichnung, absolvierte eine pädagogische Ausbildung in Mönchengladbach-Rheydt und war bis 2004 als Kunst- bzw. im Bereich der Sonderpädagogik, Jugendkulturarbeit und Erwachsenenbildung als Kunst- bzw. Kulturpädagogin tätig. Nach der Begegnung und Zusammenarbeit mit der kolumbianischen Schauspielerin, Regisseurin, Dramatikerin Beatriz Camargo 1986 wendete Meyer sich als Autodidaktin der bildenden Kunst zu. Sie suchte in den folgenden Jahren aber auch Impulse, Anregungen und Ausbildungen bei Künstlern wie Albrecht Klauer-Simonis, Christoph Riemer, Marie-Jo Lafontaine, Marina Abramoviç und Louise Bourgeois.
1988 erfolgte ein Umzug nach Düsseldorf und 1996 nach Bielefeld, wo sie zunächst bis 2007 im Künstlerhaus Artists Unlimited lebte und arbeitete. In der Artists Unlimited Galerie war sie als Kuratorin tätig. In diese Zeit fallen auch wichtige Werkgruppen und Ausstellungen. 2008 eröffnete Meyer die Galerie GUM (Galerie Gabriele Undine Meyer) für zeitgenössische Kunst am Siegfriedplatz in Bielefeld. Die Galerie zeigt nicht nur Arbeiten regionaler Künstlerinnen und Künstler, sondern auch Gäste aus dem Ausland. Die Ausstellungen werden begleitet und ergänzt durch Veranstaltungen, auch im Crossover zu Musik, Performance, Literatur.

## Werk
In ihrer Arbeit nutzt Gabriele Undine Meyer verschiedenste Medien, um sich mit Spuren der individuellen und kollektiven Erinnerung, Opfern von Vertreibung und Gewalt und dem Zusammenwirken von globalen und lokalen gesellschaftlichen Prozessen auseinanderzusetzen.
„…Ihre Installationen sind immer sowohl taktile wie fragile Kompositionen, das heißt ihre Oberflächen bieten Reibungsansätze, Verletzungen, Verstörungen. Sie sind fast spürbare, Material gewordene Empfindsamkeit. Hat man aber ihre Quellen erschlossen, hat man sie also befragt, offenbaren sie aufgrund ihrer bestürzend wahrhaftigen künstlerischen Konzeption eine zweite, darunter liegende Sinnfläche. Und darum geht es letztlich immer, nämlich in welchem Qualitätsverhältnis stehen Intention und ausgeführte Arbeit….“ Gisela Burkamp, Kunsthistorikerin, aus der Einführung in die Ausstellung Ich baue ein Haus auf dem Atlantik 2007 im Kunstverein Oerlinghausen
„… In der Kunst von Gabriele Undine Meyer sind Körper abwesend, was bei einem so hoch metaphorischen Ansatz nicht verwundert. Synekdochen sind zurückhaltend und zart, wirken manchmal gar etwas altmodisch. Sie appellieren an das Vorstellungsvermögen des Zuhörers oder Betrachters und verlangen geistige Beweglichkeit. Alles Eigenschaften, die auch auf die fragilen Fotobilder Meyers zutreffen. Statt eines kräftigen Gesangs lässt sie uns ein schwaches Echo vernehmen. Statt sinnlicher Körperlichkeit sehen wir leere Stühle oder ein Abbild eines abfotografierten Bildes,…“ Angela Lampe, Centre Pompidou, Paris, Visuelle Synekdochen. In: Gabriele Undine Meyer, Recall - Arbeiten zum Thema Erinnerung. Kerber Verlag, Bielefeld 2002, ISBN 3-933040-97-3.

## Ausstellungen (Auswahl)

### Einzelausstellungen
- 2019 Lost and Found, Museum Wäschefabrik, Bielefeld
- 2012 Transit, Felix-Nussbaum-Haus, Osnabrück
- 2009 Hazy Days, Artbreak Gallery, New York, USA
- 2007 Ich baue ein Haus auf dem Atlantik, Kunstverein Oerlinghausen
- 2006 Abbilder, Kunstverein Region Heinsberg
- 2005 The Beatifics, MARTa-Kapelle, Herford
- 2005 RECALL - Arbeiten zum Thema Erinnerung, Kunstverein Paderborn
- 2005 RECALL No. 2, Ryllega Gallery, Hanoi, Vietnam
- 2002 RECALL - Arbeiten zum Thema Erinnerung, Stadt Galerie Eichenmüllerhaus, Lemgo
- 2001 RECALL KATZENSTEIN, Multimediainstallation, Kunsthalle Bielefeld

### Gruppenausstellungen
- 2015/2016 Leben mit Kunst - Sammlung Neumann, Museum Goch
- 2010 Grosse Kunstausstellung Düsseldorf, Museum Kunstpalast, Düsseldorf
- 2009 hellwach gegenwärtig, Marta Herford
- 2008 Vietnam – Hanoi – Berlin … Ryllega Berlin!, Glaspavillon an der Volksbühne Berlin,
- 2007 OWL1 – Kunst in Ostwestfalen-Lippe, Marta Herford
- 2004/2005 Zeit im Blick, Felix-Nussbaum-Haus, Osnabrück
- 2003 Leere X Vision, Herforder Radewig, Marta Herford